# Kupebusktörnskata
Kupebusktörnskata (Chlorophoneus kupeensis) är en starkt utrotningshotad fågel i familjen busktörnskator som enbart förekommer i ett litet område i Kamerun.

## Utseende och läten
Kupebusktörnskatan är en 20 cm lång fågel i grått, grönt och vitt. Kombinationen av vit strupe som kontrasterar med grå undersida och svart ögonmask är omisskännlig. Liknande vitpannad busktörnskata har vit undersida. Lätet beskrivs i engelsk litteratur som ett högljutt, skriktrastlikt tjatter, "thec-thec, kh-kh-kh" som avslutas med en serie av "tchrraa-tchrraa-tchrraa".

## Utbredning och status
Fågeln förekommer enbart i regnskog på berget Kupé i sydvästra Kamerun. IUCN kategoriserar arten som starkt hotad.